# Чини, Крис
Кристофер Джон Чини  (англ. Christopher John Cheney, р. 2 января 1975) — гитарист, автор большинства песен и вокалист в австралийской рок-группе The Living End.

## Биография

### Личная жизнь
Чини учился в начальной школе Jells Park с 1981 по 1987 год в Wheelers Hill, Мельбурн а затем в колледже Wheelers Hill. Позже, с 1994 по 1995 он изучал джаз на курсах в Box Hill Institute of TAFE. Играть на гитаре он начал с шести лет. Будучи ещё ребёнком, Крис ознакомился с огромным количеством пластинок из коллекции своих родителей, с чего и началось его увлечение музыкой. Большое влияние на него оказал Brian Setzer, знаменитый певец, гитарист и автор песен.
22 сентября 2001 года он попал в серьёзную автомобильную аварию, когда его Holden Kingswood 1977 был сбит машиной, ехавшей по встречной полосе на скорости 100 км/ч. Сила удара была настолько велика, что оторвала водительскую дверь и отнесла машину к краю обрыва. Кость его правой ноги оказалась раздроблена, так что потребовался хирургический стержень и три штыря для того, чтобы собрать её обратно. Он был прикован к постели, а затем ходил с тростью на протяжении следующих шести месяцев — и почти не мог играть не гитаре. Его девушка Эмма тоже была в машине на момент аварии, но отделалась лишь незначительными ранениями.
Крис и Эмма Хэмайстер поженились в 2005 после девяти лет совместной жизни. У них есть две дочери: Чарли, 2005 года рождения, и Скарлет, 2008.

### Карьера
Чини начал свою карьеру с контрабасистом Скоттом Оуэном в начале 1990-х годов, в Мельбурне, в виде кавер-группы Runaway Boys, которая взяла своё название из одноимённой песни группы Stray Cats. Чини сам научился играть на гитаре после многократного слушания AC/DC на аудиокассетах, применяя на практике услышанное. Крис также играл в мельбурнской группе Goodbye Sideburns Forever, хотя он лишь выступал с ними и не записывался. Это было до оглушающего успеха The Living End.

## Награды

### Jack Awards
- Лучший гитарист — 2004, 2005 и 2007
- Лучший фронтмен — 2006

### APRA Award
- Песня года 2009 — «White Noise»